# Белфридж, Салли
Салли Белфридж (англ.: Sally Belfrage; 4 октября 1936, Голливуд — 14 марта 1994, Лондон) — английская писательница, журналист-международник.

## Биография
Родилась в 1936 году в Голливуде, штат Калифорния, США, позже переехали в Нью-Йорк, где Салли училась в школе в Бронксе и в Хантерском колледже.
Её отец — кинокритик и левый активист Седрик Белфридж — советский шпион, вероятный шестой член знаменитой Кембриджской пятёрки.
В 1955 году её родители в разгар «маккартизма», как предполагаемые коммунисты, были депортированы из США в Англию.
В Англии училась в Лондонской школе экономики и в 1957 году была приглашена в Москву на VI Всемирный фестиваль молодёжи и студентов, где была замечена кинорежиссёром Татьяной Лиозновой и приглашена на роль англичанки Имэджи в фильме «Память сердца» (1959).
Год жила в СССР, работала переводчицей в Издательстве иностранной литературы, написала мемуары «Комната в Москве» («A room in Moscow», 1959).
Вернувшись в Англию стала общественным активистом и журналистом. Опубликовала ряд книг о борьбе за свободу Северной Ирландии, была активистом движение за права чернокожих в США, одна из волонтёров «Лета свободы» о чём позже написала книгу («Freedom Summer», 1965).
В 1969 году подписала вместе с 447 другими американскими писателями и редакторами письмо о сопротивлении военным налогам, опубликованое в «Нью-Йорк пост» от 30 января 1969 года.
Жила в основном в Лондоне, была замужем за драматургом Бернардом Померансом, умерла в 1994 году в возрасте 57 лет.
Согласно её некрологу в «Нью-Йорк таймс» — она была «умным и юмористическим журналистом и критиком, который страстно искал правду».